# Les Amichaines
Les Amichaines (The Get-Along Gang) est une série télévisée d'animation américaine en un pilote de 22 minutes et 26 épisodes de 11 minutes, créée par Jean Chalopin et Andy Heyward d'après les personnages de cartes de vœux pour enfants, produite par la société DIC. Le pilote a été produit par Nelvana et diffusé en avril 1984 sur Nickelodeon, puis la série a été diffusée entre le 15 septembre et le 8 décembre 1984 sur le réseau CBS.
En France, la série a été diffusée à partir du 7 janvier 1987 sur TF1 sous forme de treize épisodes doubles, et au Québec à partir du 5 septembre 1988 sur Canal Famille et rediffusée à partir du 11 mai 1994 à Radio-Québec.

## Synopsis
Cette série destinée aux jeunes enfants met en scène une bande d'animaux anthropomorphes (un élan, une brebis, un castor, un hérisson, une chienne, un chat, un lézard, une tortue et un crocodile) qui s'unissent pour venir en aide aux animaux dans la détresse.

## Distribution

### Voix originales
- Sparky Marcus (en) : Montgomery, l'élan
- Scott Menville : Bingo, le castor
- Georgi Irene (af) : Woolma, la brebis
- Bettina Bush (en) : Dottie, la chienne
- Sherry Lynn : Portia, le hérisson
- Robbie Lee : Zipper, le chat

### Voix françaises
- Michel Mella : Montgomery, l'élan
- Marie-Laure Beneston : Bingo, le castor
- Danièle Hazan : Woolma, la brebis
- Céline Monsarrat : Dottie, la chienne
- Joëlle Guigui : Portia, le hérisson
- Jackie Berger : Zipper, le chat
- Claude Dasset et Michel Barbey : Voix diverses

 Source et légende : version française (VF) sur RS Doublage et Planète Jeunesse.

## Épisodes
1. Pilote (The Adventures of the Get Along Gang) (22 minutes)

1. La Fortune de Zipper (Zipper's Millions)
2. La Course au trésor (Half a Map is Better Than None)
3. Un pari audacieux (Caboose on the Loose)
4. La Géniale Invention de Montgomery (Montgomery's Mechanical Marvel)
5. La Tête dans les nuages (Head in the Clouds)
6. Bingo le maçon (Hunt for the Beast)
7. L'Anniversaire de Woolma (Woolma's Birthday)
8. Les Amichaines détectives (The Get Along Detectives)
9. Les Amichaines vont à Hollywood (The Get Along Gang Go Hollywood)
10. Un voyage mouvementé (Them's the Brakes)
11. L'Apprenti chimiste (A Pinch of This, A Dash of That)
12. Le Déménagement de Bingo (Bingo's Tale)
13. L'Ingénieur Roary (Engineer Roary)
14. Bataille pour un parc (Pick of the Litter)
15. Les Nouveaux Journalistes (Nose for News)
16. Une histoire de pirates (The Lighthouse Pirates)
17. L'Acrobate volant (The Wrong Stuff)
18. Les Amichaines font du vélo (Uneasy Rider)
19. Les Amichaines en désaccord avec la municipalité (The Get Along Gang Minus One)
20. Les Amichaines en camping (Camp Get Along)
21. Bingo le super athlète (Bingo's Pen Pal)
22. Suivez le chef (Follow the Leader)
23. L'école est finie (School's Out)
24. Un gentil monstre (The Bullies)
25. Les Gâteaux des Amichaines (That's the Way the Cookie Crumbles)
26. Les Amichaines à la montagne (Snowbound Showdown)